# Tat'jana Kaširina
Tat'jana Jur'evna Kaširina (in russo Татьяна Юрьевна Каширина?; Noginsk, 24 gennaio 1991) è una sollevatrice russa, medaglia d'argento alle Londra 2012 nella categoria +75 kg.

## Carriera
Campionessa europea nel 2009 nella categoria oltre i 75 kg, lo stesso anno Tat'jana Kaširina è arrivata seconda ai Mondiali di Goyang stabilendo il record juniores dello strappo (138 kg) e del totale (303 kg). Ai successivi campionati di Adalia 2010 ha vinto anche il suo primo titolo mondiale, sempre nella categoria oltre 75 kg, stabilendo il nuovo record mondiale senior e juniores nello strappo (145 kg) e i record juniores dello slancio (170 kg) e del totale (315 kg).
Nel 2011 ha vinto per la terza volta consecutiva i campionati europei, stabilendo il nuovo record dello strappo (146 kg) e del totale (327 kg). Poi ha vinto la medaglia d'argento ai Mondiali di Parigi 2011 e ha migliorato pure il suo record dello strappo sollevando 147 kg. Date tra le favorite alle Olimpiadi di Londra 2012 grazie alle sue prestazioni, alla fine si è dovuta accontentare della medaglia d'argento dietro la cinese Zhou Lulu che ha prevalso in un testa a testa contro la russa a colpi di record mondiali. Kaširina si è presa la rivincita sulla cinese vincendo i Mondiali di Breslavia 2013, stabilendo in quell'occasione il nuovo record dello slancio con 190 kg sollevati.

## Palmarès
- Giochi olimpici

Londra 2012: argento nei +75 kg.
- Mondiali

Goyang 2009: argento nei +75 kg.
Adalia 2010: oro nei +75 kg.
Parigi 2011: argento nei +75 kg.
Breslavia 2013: oro nei +75 kg.
Almaty 2014: oro nei +75 kg.
Houston 2015: oro nei +75 kg.
Aşgabat 2018: oro nei +87 kg.
Pattaya 2019: argento nei +87 kg.
- Europei

Bucarest 2009: oro nei +75 kg.
Minsk 2010: oro nei +75 kg.
Kazan' 2011: oro nei +75 kg.
Adalia 2012: oro nei +75 kg.
Tel Aviv 2014: oro nei +75 kg.
Tbilisi 2015: oro nei +75 kg.
Spalato 2017: oro nei +90 kg.
Batumi 2019: oro nei +87 kg.
- Universiadi

Kazan' 2013: oro nei +75 kg.